# Ammospermophilus
Ammospermophilus är ett släkte i ekorrfamiljen med fyra eller fem arter. De liknar sislar i utseende och räknades tidigare till samma släkte. Sedan 1945 betraktas de som ett självständigt släkte och denna uppfattning blev bekräftad med hjälp av molekylärgenetiska undersökningar.
På engelska heter släktet antelope squirrels. Namnet syftar inte på afrikanska antiloper utan på gaffelantilopen. Gaffelantilopen visar svansens vita undersida när den springer iväg och ett liknande beteende finns hos arterna i släktet Ammospermophilus.

## Kännetecken
Arterna når en kroppslängd mellan 14 och 16,8 centimeter och därtill kommer en 6 till 9 centimeter lång svans. Vikten ligger mellan 100 och 140 gram. Dessa djur är vanligen mindre och smalare än de äkta sislarna. Pälsens grundfärg är rödbrun till gråbrun. På varje sida av kroppen finns en längsgående vit strimma och intill strimman är den angränsande brunaktiga pälsen mörkare. Undersidan är täckt av vit päls. Svansens ovansida är mörkare brunaktig än bålens topp och svansens undersida är vit. Dessa gnagare har kindpåsar.

## Utbredning och habitat
Habitatet utgörs av torra regioner i sydvästra Nordamerika, till exempel öknar, halvöknar och areor med lite gräs. En art förekommer norrut fram till Oregon, för de övriga ligger utbredningsområdet i delstaterna Kalifornien, New Mexico, Texas och Arizona samt i nordvästra Mexiko.

## Levnadssätt
Dessa gnagare skapar underjordiska gångsystem där de vistas på natten. På dagen letar de efter föda som främst utgörs av frön, frukter och rötter, men även av insekter och as. Födan förvaras i kindpåsarna och flyttas till boet eller till en gömma. Populationer i norra delen av utbredningsområdet stannar under vintern längre i boet och är slö men de håller ingen vinterdvala.
De lever i grupper av 6 till 8 individer (värdet för Ammospermophilus nelsoni) med en utpräglad hierarki. Efter dräktigheten som uppskattas vara 30 till 35 dagar föds fem till fjorton ungar. Ungar av Ammospermophilus nelsoni föds redan efter 26 dagar. Honor har vanligen en kull per år under våren eller tidiga sommaren och ibland två kullar. Ungarna föds blinda och de öppnar sina ögon efter 29 till 34 dagar. Cirka sju veckor efter födelsen slutar honan med digivning (värden för Ammospermophilus harrisii). De flesta individerna dör tidig, oftast under första levnadsåret. Några exemplar i fångenskap blev nästan 6 år gamla. Den korta livslängden beror främst på det stora antalet fiender (rovfåglar, katträv, rödlo, prärievarg, nordamerikansk grävling och skallerormar).
På dagen byter de ungefär efter varje timme mellan den heta ökentemperaturen och den kyliga temperaturen i boet. På så sätt är kroppstemperaturen nästan konstant.

## Systematik
Släktet bildas av fyra eller fem arter:
- Ammospermophilus harrisii, Arizona, Sonora.
- Ammospermophilus leucurus, sydvästra Nordamerika.
- Ammospermophilus interpres, Texas, New Mexico, Coahuila, Chihuahua, Durango.
- Ammospermophilus insularis, på Isla Espíritu Santo som ligger framför halvön Baja California (infogas av IUCN i Ammospermophilus leucurus).
- Ammospermophilus nelsoni, centrala Kalifornien.

## Hot
Ammospermophilus nelsoni listas av IUCN som starkt hotad. Artens utbredningsområde är bara 3900 km² stort och den hotas av jordbruk, utsläpp av råttgift samt olje- och naturgasborrningar. De andra arterna räknas som livskraftiga.